# Драпак
Драпак (просапник, серпатка, шкрапатор, сапатор) — знаряддя для повторного обробітку ґрунту, вид найпростішого культиватора, що поширився на Україні в другій половині ХІХ ст. Являв собою дерев'яну (у фабричних варіантах — залізну) трикутну (іноді трапецеподібну) раму, в яку вмонтовувалося 3-5-7 і більше залізних ральників (зубців, лаб). На вершині трикутника кріпився регулятор глибини — гребінка, за гак якої чіплявся орчик для тягла. В окремих варіантах цей засіб мав два колеса та одну чи навіть дві чепіги. Запрягали наші пращури у драпак за звичаєм тільки пару коней чи волів.